# Шагас, Флоренсия
Флоре́нсия Ната́лия Ша́гас (исп. Florencia Natalia Chagas; 27 июня 2001, Буэнос-Айрес, Аргентина) — аргентинская баскетболистка, играющая на позиции разыгрывающего защитника за аргентинский клуб «Обрас».

## Карьера
Родилась 27 июня 2001 года в Буэнос-Айресе, Аргентина. В детстве пробовала себя в гимнастике, танцах и плавании. Начала заниматься баскетболом в «Каса-де-Падуа», тренировалась с мальчиками. Впоследствии перешла в «Индиос-де-Морено». В 2015 году стала игроком клуба «Берасатеги». В первом же сезоне была признана самым ценным игроком чемпионата Южной Америки среди девушек до 14 лет. Летом 2018 года присоединилось к итальянскому «Скио», в котором в течение первого сезона выступала как за юниорскую, так и за основную команду. В 2020 году была отдана в аренду клубу «Эмполи».
В 2021 году стала первой аргентинкой, выбранной на драфте WNBA. Летом пополнила ряды «Магнолии-Кампобассо». В 2022 году перешла в новозеландский клуб «Токоманава-Куинс». В дебютном матче была признана самым ценным игроком. Летом того же года присоединилась к испанской команде «Араски». В мае 2023 стала игроком уругвайского клуба «Агуада», а уже спустя месяц вернулась в итальянский «Скио». В январе 2024 года присоединилась к французскому клубу «Тарб Жесп Бигор» на правах аренды, за который сыграла всего в пяти официальных матчах, прежде чем получила травму и пропустила остаток сезона. В июне 2024 года вошла в состав аргентинской команды «Обрас», играющем в Южноамериканской женской баскетбольной лиге. Позднее провела несколько матчей в составе «Токоманава-Куинс» и в начале 2025 года окончательно примкнула к аргентинскому клубу.

### В сборной
В 2017 году принимала участие в чемпионате Америки среди девушек до 16 лет и чемпионате Южной Америки среди девушек до 17 лет. В 2018 году вызывалась в сборную на чемпионат мира среди девушек до 17 лет. Стала первым игроком, сделавшим трипл-дабл на турнирах подобной категории. Вошла в состав национальной команды по баскетболу 3x3 на летних юношеских Олимпийских играх. Играла на чемпионате Америки среди девушек до 18 лет. В 2019 году приняла участие в чемпионате мира среди девушек до 19 лет.
В 2019 году дебютировала в национальной команде Аргентины, сыграв в трёх матчах в рамках квалификации к Олимпийским играм 2020 года. В 2023 году сыграла первые матчи на чемпионате Америки, проходившем в мексиканском Леоне. В 2024 году сыграла в шести матчах чемпионата Южной Америки и по итогам турнира завоевала золотые медали, войдя в число лучших игроков турнира, а в 2025 году выступила на чемпионате Америки.

## Личная жизнь
Сестра Флоренсии Шагас — Лусиана — так же профессионально играет в баскетбол, представляя на международном уровне сборную Уругвая.